# Чепкас-Никольское сельское поселение
Чепкас-Никольское се́льское поселе́ние — муниципальное образование в Шемуршинском районе Чувашской Республики Российской Федерации.
Административный центр — село Чепкас-Никольское.

## История
Статус и границы сельского поселения установлены Законом Чувашской Республики от 24 ноября 2004 года № 37 «Об установлении границ муниципальных образований Чувашской Республики и наделении их статусом городского, сельского поселения, муниципального района и городского округа».

## Население
| 2010 | 2012 | 2013 | 2014 | 2015 | 2016 | 2017 |
| ---- | ---- | ---- | ---- | ---- | ---- | ---- |
| 935  | ↘881 | ↘843 | ↘821 | ↘806 | ↘787 | ↘765 |
| 2018 | 2019 | 2020 | 2021 |      |      |      |
| ↘750 | ↘721 | ↘698 | ↘689 |      |      |      |

## Состав сельского поселения
| № | Населённый пункт  | Тип населённого пункта       | Население |
| - | ----------------- | ---------------------------- | --------- |
| 1 | Красный Вазан     | посёлок                      | ↗62       |
| 2 | Красный Ключ      | посёлок                      | →0        |
| 3 | Максим Горький    | посёлок                      | ↗30       |
| 4 | Чепкас-Ильметево  | деревня                      | ↗269      |
| 5 | Чепкас-Никольское | село, административный центр | ↗668      |